# Eucalyptus kingsmillii
Eucalyptus kingsmillii är en myrtenväxtart som först beskrevs av Joseph Henry Maiden, och fick sitt nu gällande namn av Joseph Henry Maiden och William Faris Blakely. Eucalyptus kingsmillii ingår i släktet Eucalyptus och familjen myrtenväxter. Inga underarter finns listade i Catalogue of Life.

## Bildgalleri

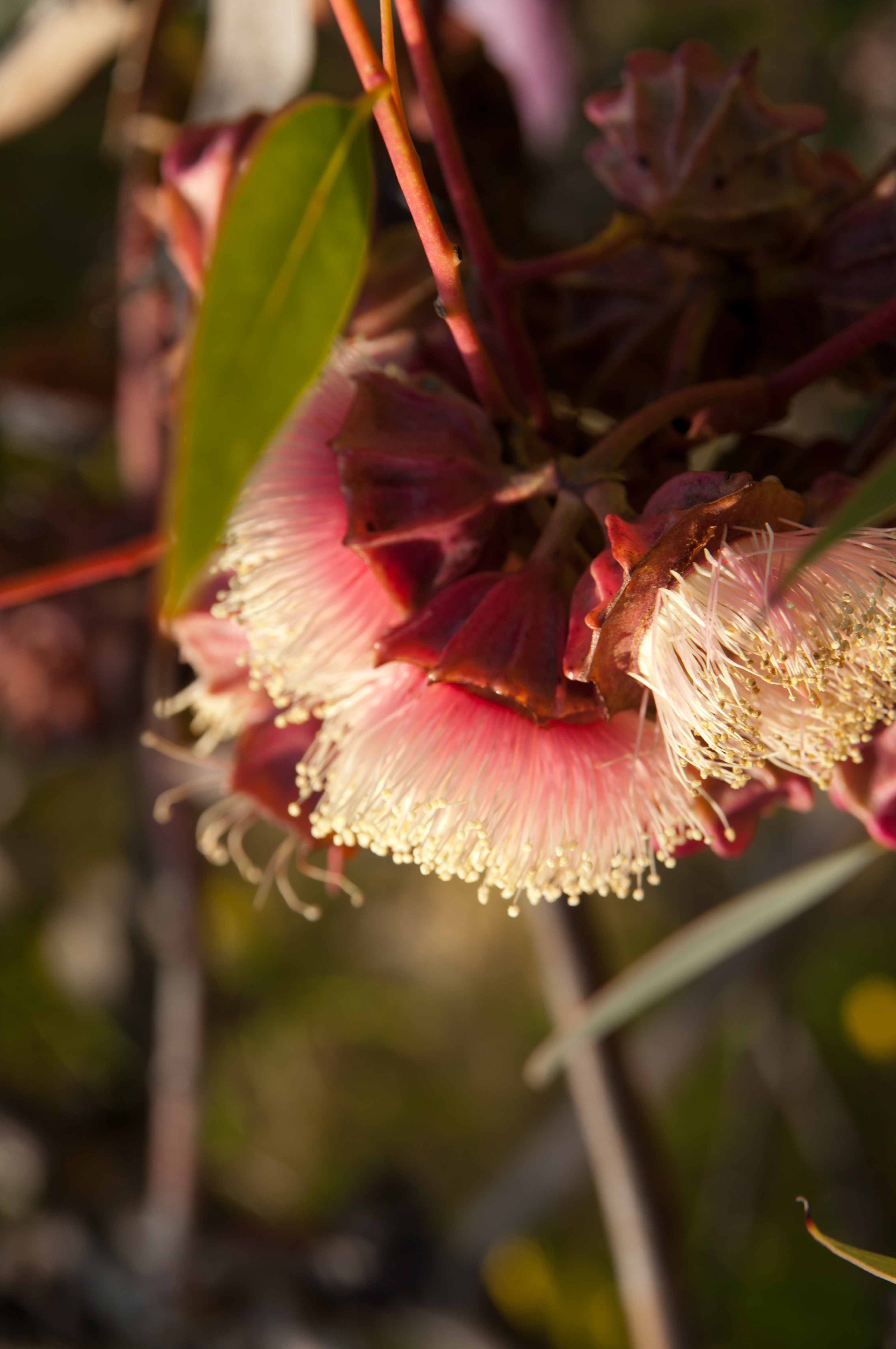
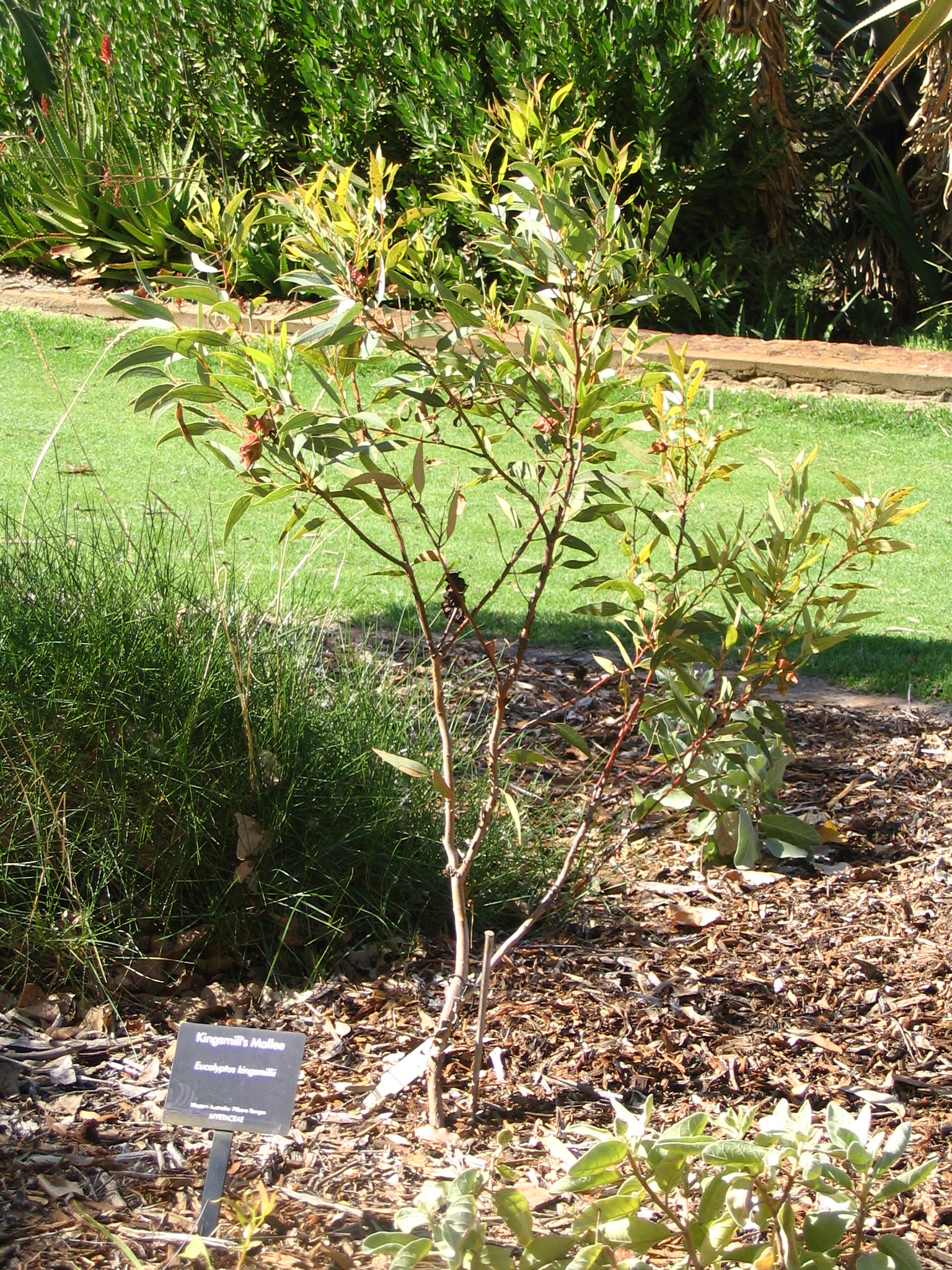